# 礼拝
礼拝（れいはい、らいはい、英語: Worship、アラビア語: عبادة、ヒンディー語: उपासना）は、宗教において神や仏などを拝むこと。仏教においてのみ「らいはい」、それ以外は「れいはい」と読む。

## キリスト教の礼拝

### 概要・対照表
キリスト教における礼拝とは、神に対する奉仕行為、および儀礼一般のような間接的行為を指す。狭義には教会における儀礼一般を指す。教派によって若干の語義の差がある。
日本ではキリスト教の公祈祷（礼拝）全般を「ミサ」と呼ぶ事例が散見されるが、「ミサ」とはカトリック教会の典礼儀式を指す語彙であり、キリスト教の礼拝一般をまとめて「ミサ」と呼ぶのは誤りである。
| 祈祷・儀礼用語の教派別対応表        |                 |        |                |          |            |
| 教派                                | プロテスタント  | 聖公会 | カトリック教会 | 正教会   | 救世軍     |
| 祈祷・儀礼の総称                    | 礼拝            | 礼拝   | 典礼           | 奉神礼   | 聖別会     |
| 羅: サクラメント 希: ミスティリオン | 礼典            | 聖奠   | 秘蹟           | 機密     | 聖礼典     |
| 主の晩餐に由来する祈祷・儀礼        | 聖餐式 主の晩餐 | 聖餐式 | ミサ           | 聖体礼儀 | (行わない) |

上の表における用語は教派ごとに大小の概念の違いを含んでおり、対応する語句同士が一対一対応して一致しているわけではない。
- 正教会においては奉神礼のことを指すが、カトリック教会と異なり公祈祷のみならず個人的な祈祷（私祈祷）も正教会の奉神礼には含まれる。
- カトリック教会においては普通、典礼のことを指すが、個人的な祈祷・行為を指す場合は典礼と区別される。
- プロテスタント教会では、公同礼拝、家庭礼拝、個人礼拝（ディヴォーション）が礼拝と呼ばれるが、多くは主日の公同礼拝 を指して言われる。

### 原語の語義
神のみに認められる最高の礼拝行為を英語またはラテン語でlatriaと言う。latriaはギリシャ語の"λατρεία"（ラトリア）に由来し、「雇われた労働者の状態」や「奉仕」を語源とする。かつて、尊敬を意味するギリシャ語"προσκύνησις"（プロスキニシス）との区別は明確ではなかったが、第2ニカイア公会議以降は"λατρεία"（ラトリア）を唯一の神性に対する崇拝（礼拝）、"προσκύνησις"（プロスキニシス）を聖人や聖像などの聖なる被造物に対する崇敬（すうけい）、として区別するようになった。

#### 初期キリスト教の典礼と皇帝礼拝

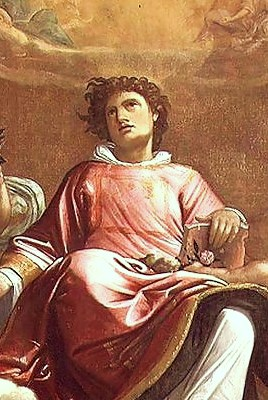
初代教会においてヘレニストの代表であったステファノ。彼はファリサイ派によって石打ちの刑にされるが、ジャン・ダニエルーはこの殉教の裏側にキリスト教内部のヘレニストとヘブライストの立場の違いを見ている。図はイタリアバロックのボローニャ派ジャコモ・カヴェドーネ (Giacomo Cavedone) の作品

キリスト教はユダヤ教とは明らかに異なった礼拝観を持っていた。イエスは旧約的な神殿礼拝を拒否してはおらず、祝日には自ら神殿に赴いたが、一方でより内面を重視した新しい礼拝観を示した。
あなたがたが、この山でもエルサレムでもない所で、父を礼拝する時が来る。あなたがたは知らないものを礼拝しているが、わたしたちは知っているものを礼拝している。救いはユダヤ人から来るからだ。しかし、まことの礼拝をする者たちが、霊と真理をもって父を礼拝する時が来る。今がその時である。なぜなら、父はこのように礼拝する者を求めておられるからだ。神は霊である。だから、神を礼拝する者は、霊と真理をもって礼拝しなければならない。—イエス、新共同訳、「ヨハネによる福音書」4.21-24。
使徒時代のキリスト教徒であるステファノの次の言動には、このイエスの内面的な礼拝観がよく表れている。
神のために家を建てたのはソロモンでした。けれども、いと高き方は人の手で造ったようなものにはお住みになりません。これは、預言者も言っているとおりです。主は言われる。「天はわたしの王座、地はわたしの足台。お前たちは、わたしにどんな家を建ててくれると言うのか。わたしの憩う場所はどこにあるのか。これらはすべて、わたしの手が造ったものではないか。」—新共同訳、「使徒行伝」7.47-50。
彼はエルサレムの神殿に直結したユダヤ教祭祀を否定し、イエスの述べた新しい礼拝を強く主張したために、殉教した。
初期のキリスト教会が外形的な表現を重視しなかったわけではない。集会堂としての教会は典礼の中心となったし、洗礼はキリスト教共同体としての「教会」への加入を視覚的に表現した。しかし2世紀後半から3世紀にかけてのキリスト教著述家ミヌキウス・フェリクスは「私たちには、神殿も祭壇もない」ということを異教徒に対して誇った。教会は集会する場所であり、祭儀は建物としての教会堂に帰するのではなく、信徒共同体としての教会それ自体に帰するのである。初期キリスト教ではイエスこそが「祭司」であり「大祭司」で、そのキリストに繋がれているという意味で、教会が「祭司」なのであった。
このような内面性の強いキリスト教の性格はローマ帝国で行われたいわゆる「皇帝礼拝」と相容れざるもので、帝国は公共祭祀である「皇帝礼拝」を受け入れないキリスト教徒を、公共の宗教からの逸脱者、国家離反者として迫害したという説が歴史学者の間で長く論じられてきた。とくに自らを「主にして神」と称したドミティアヌスがこのような皇帝礼拝の要求者とされ、彼の治下に激しいユダヤ教徒やキリスト教徒の迫害が起こったと考えられた。しかし、この迫害の史料は2世紀以降の伝承に基づくもので、迫害は無かったとする見方もある。
迫害と皇帝礼拝は因果づけて考えられ、間接的には古代教会が日曜日を「主の日」として制定したことも、皇帝礼拝に対抗するキリスト教徒の信仰告白であったという見方もある。また「ヨハネの黙示録」の「第二の獣は、獣の像に息を吹き込むことを許されて、獣の像がものを言うことさえできるようにし、獣の像を拝もうとしない者があれば、皆殺しにさせた。」という記述もある。しかし、保坂高殿によれば「皇帝礼拝」という名での祭儀は多様であり、内容においては極めて政治的な意味を持つものから宗教性の高いものまで、範囲においても都市国家規模から属州単位のもの、担い手も一様でなく、それらを統一的に「皇帝礼拝」という一語で把握することには飛躍が伴うことが示されている。黙示録の記述についても正確な史実を反映したものではなく、ドミティアヌス統治期に皇帝礼拝拒否が法廷での処刑につながったという見方は困難とする。

## イスラム教の礼拝
礼拝（サラーもしくはサラート）とは、カアバの方角へ向かってお祈りすることで、イスラム教の五行のひとつである。
礼拝の方法には一定の決まりがある。普段は家庭などで個人で行ってもいいが、イスラムの祝日である金曜日には、5回のうち、1回のお昼の礼拝は、モスクに集まってみんなで行うことが奨励される。
イスラム教では1日5回の礼拝を行う。各礼拝の大体の時間帯は、1回目は夜明け、2回目は夜明け以降、3回目は影が自分の身長と同じになるまで（お昼）、4回目は日没から日がなくなるまで、最後は夜となっている。礼拝が始まる時間はムアッジンと呼ばれる人によって告げられるが、これをアザーンという。昔はモスクの尖塔（ミナレット）に上りその上からアザーンが行われたが、現在はスピーカーが取り付けられている。